# اچ‌ام‌اس آرگیل (اف۲۳۱)
اچ‌ام‌اس آرگیل (اف۲۳۱) (به انگلیسی: HMS Argyll (F231)) یک کشتی است که طول آن 133 m (436 ft 4 in) می‌باشد. این کشتی در سال ۱۹۸۹ ساخته شد.